# دهستان بندر چارک
دهستان بندر چارک، یکی از دهستان‌های بخش شیبکوه شهرستان بندر لنگه در استان هرمزگان ایران است. مرکز این دهستان، شهر بندر چارک است.

## جمعیت
بر پایه سرشماری عمومی نفوس و مسکن در سال ۱۳۹۵، جمعیت دهستان بندر چارک برابر با ۵٬۷۶۵ نفر بوده‌است.